# Carcelia bercei
Carcelia bercei là một loài ruồi trong họ Tachinidae.